# Korean National Airlines
A Korean National Airlines (KNA) foi a primeira companhia aérea para o transporte de passageiros e carga da Coreia. Fundada em 1946, teve as suas operações iniciadas em 1948 na Coreia do Sul, sendo o seu primeiro voo de Seul para Busan em 30 de outubro de 1948 (que atualmente é o Dia Nacional da Aviação da Coreia). A empresa era uma transportadora internacional, que foi privatizada pelo seu fundador, o capitão Shin Yong-Wook (신용욱). Ela operou com o nome simplificado de Koreanair.
A KNA operou de 1947 a 1950 com aeronaves Stinson Voyager, no entanto, de 1950 a 1952, suas operações foram suspensas devido a Guerra da Coreia. As operações retornaram em 1952, com o Douglas DC-3 e o Douglas DC-4 como aeronaves principais.
Em 1961, várias indústrias coreanas, inclusive do setor do transporte, foram nacionalizadas para esforçar o crescimento econômico do país. Shin Yong-Wook desafiou as autoridades do governo sul-coreano para nacionalizar a sua empresa, mas a KNA foi comprada em uma aquisição forçada pelo governo em 1962. Após a nacionalização, foi fundada a Korean Air Lines, que mais tarde se transformaria na atual Korean Air.

## Frota
A frota da Korean National Airlines consistiu nas seguintes aeronaves:
| Aeronaves                    | Total | Notas                               |
| ---------------------------- | ----- | ----------------------------------- |
| Douglas DC-3                 | 4     | 1 vendido para a All Nippon Airways |
| Douglas DC-4                 | 2     | 1 vendido para a Japan Airlines     |
| Lockheed L-749 Constellation | 1     |                                     |

Dois Fokker F27 foram pedidos pela KNA na época de sua aquisição e foram operados posteriormente na Korean Air Lines.